# Kanton Wasselonne
Kanton Wasselonne (fr. Canton de Wasselonne) byl francouzský kanton v departementu Bas-Rhin v regionu Alsasko. Tvořilo ho 17 obcí. Zrušen byl po reformě kantonů 2014.

## Obce kantonu
- Balbronn
- Bergbieten
- Cosswiller
- Dahlenheim
- Dangolsheim
- Flexbourg
- Kirchheim
- Marlenheim
- Nordheim
- Odratzheim
- Romanswiller
- Scharrachbergheim-Irmstett
- Traenheim
- Wangen
- Wangenbourg-Engenthal
- Wasselonne
- Westhoffen